# Adam z Notre Dame
Adam z Notre Dame – gotycka rzeźba pochodząca z katedry Notre Dame w Paryżu. Znajduje się obecnie się w zbiorach paryskiego Musée National du Moyen Âge (Musée de Cluny)
Dzieło to, przedstawiające biblijnego Adama, powstało krótko po 1260 roku. Niegdyś stanowiło część dekoracji wnętrza południowego ramienia transeptu paryskiej katedry. Oprócz Adama składały się na nią: postać Ewy, ukrzyżowany Chrystus i grupa aniołów. Anioły trzymały narzędzia Męki Chrystusa (Arma Christi) i dęły w trąby. Ze zniszczeń spowodowanych rewolucją francuską ocalała jedynie figura Adama, na dodatek z licznymi ubytkami. Podczas konserwacji dodano brakujące jedno ramię, części dłoni i stóp. Mimo tych uszczerbków dzieło zachowało charakterystyczne cechy pozwalające umiejscowić tę rzeźbę na tle ówczesnej sztuki gotyckiej.
Sylwetka postaci jest smukła, o nieco wydłużonych proporcjach, ukazana w klasycznym kontrapoście, którego linia przebiega w lekkich wysublimowanych przeciwskrętach. Prawej nodze odpowiada uniesione biodro, podczas gdy górna część ciała skłania się lekko ku ledwie odstawionej nodze, co sprawia wrażenie, że głowa odchylona jest lekko w prawo. W równie dynamiczny sposób potraktowano stylizowaną gałąź z liśćmi, zasłaniającą biodra postaci. Ponadto rzeźbę cechuje „miękkość” i delikatność powierzchni, nadające postaci wdzięku. Jest to rzadki przykład aktu w sztuce XIII wieku; układ postaci zdradza recepcje sztuki antycznej. Figura Adama pokazuje, jak wówczas postrzegano ciało ludzkie i jego ruch.
Twórca Adama i zespołu nieistniejących rzeźb z południowego transeptu wykonał także rzeźby z przegrody chórowej paryskiej katedry, a wśród nich figurę Chrystusa stojącego przed bramami piekieł. Postać Chrystusa cechuje silniejszy od Adama dynamizm.